# Катранка
Катранка — рекреаційна зона, яка входить в межі населеного пункту Лиман, Лиманська сільська громада, в Білгород-Дністровському районі Одеської області. 
Селище \є курортом, що розкинувся на узбережжі Джантшейського лиману. Водойма входить до складу Тузловських лиманів, що охороняються Рамсарською конвенцією як місця гніздівлі багатьох видів птахів (загалом — 200 видів, з яких 28 занесені до Червоної книги). Лимани відокремлені від моря піщаною косою, довжиною близько 50 км, шириною 100–300 м.
Селище поєднується із морською косою двома дерев'яними містками, перекинутими через лиман. На території курорту міститься близько 40 баз відпочинку, які використовують пляжі, що лежать на морській косі. У 2016 році побудовано третій приватний місток "Мрія", металевий.
У Катранці немає хвилерізів, і якщо тут сильний вітер, то сильні хвилі доходять і до берега.
Після початку повномасштабної війни курорт зупинив роботу. Одною з найголовніших причин простою курортного бізнесу є заборона купання у морі.

## Галерея

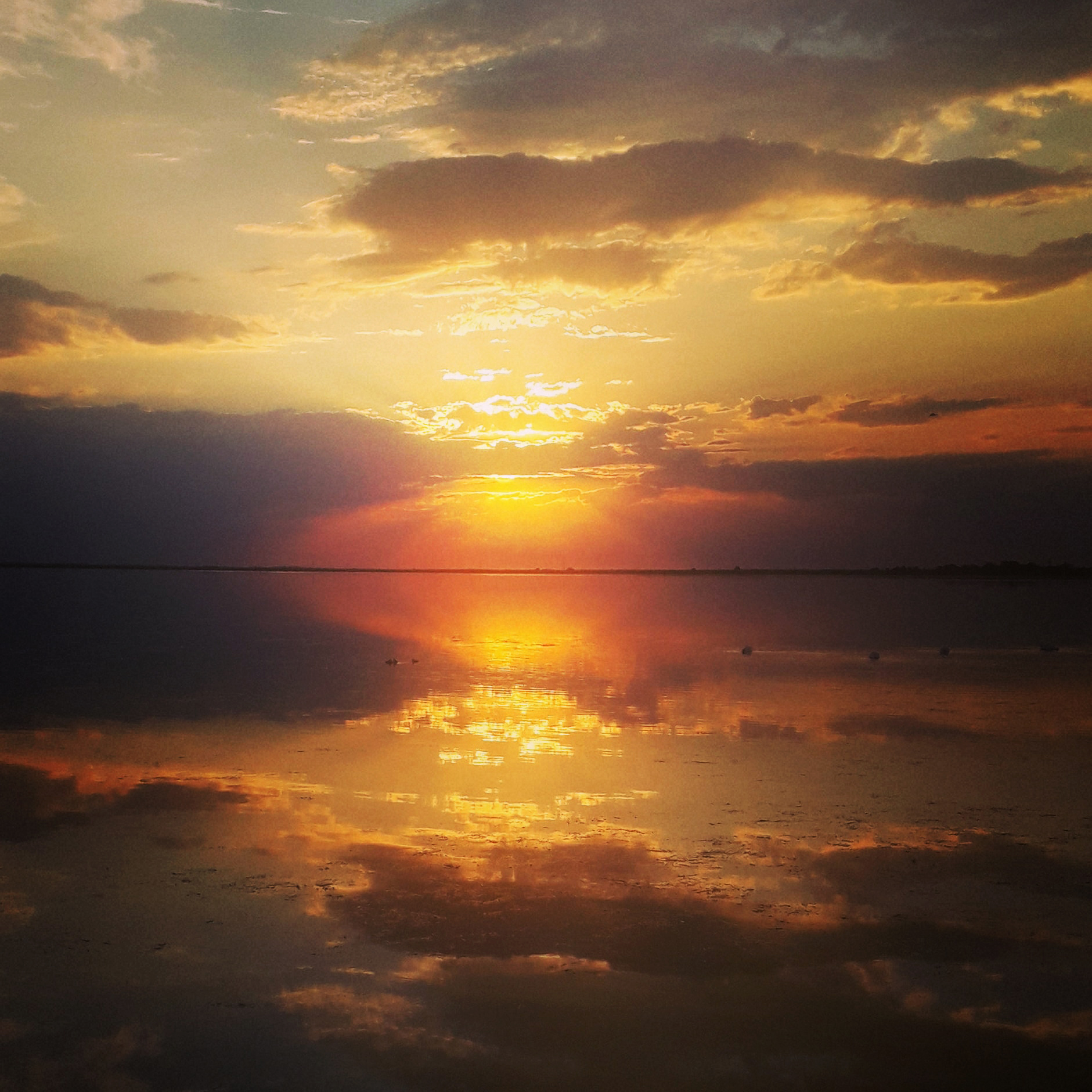
Захід сонця біля селища

## Список приміток
1. ↑  Ми в передчутті, що Катранку завалять сміттям, – як місцеві оцінюють збільшення кількості туристів. О, Море.Сity (укр.). Процитовано 4 травня 2024.